# Matthias Ederer
Matthias Ederer (* 1977 in Kötzting) ist ein deutscher katholischer Theologe.

## Leben
Er studierte katholische Theologie an der Universität Regensburg und an der Albert-Ludwigs-Universität Freiburg, wo er 2004 das Diplom in katholischer Theologie erwarb, und Judaistik in Freiburg im Breisgau (Magister Artium 2005). Nach der Promotion im Fach Altes Testament 2010 war er wissenschaftlicher Mitarbeiter am Lehrstuhl für Exegese und Hermeneutik des Alten Testaments in Regensburg. Nach der Habilitation im Fach Altes Testament 2017 in Regensburg nahm er 2020 den Ruf als ordentlicher Professor für Exegese des Alten Testaments an der Theologischen Fakultät der Universität Luzern an.
Seine Forschungsschwerpunkte sind Tora und „Vordere Propheten“ (v. a. Kult- und Ritualvorschriften der Tora, Theologien des Verheißenen Landes in den Büchern Genesis und Josua, die Bücher Josua und Richter und ihr Verhältnis zur Tora), Ezechiel, Chronik und Raum/Räume in Texten.

## Schriften (Auswahl)
- Ende und Anfang. Der Prolog des Richterbuchs (Ri 1,1–3,6) in „biblischer Auslegung“. Wien 2011, ISBN 978-3-451-34062-8.
- Aufbrüche zur Exodustheologie. Das Itinerar Num 33,1–49 als theologische Deutung der Wüstenzeit Israels. Stuttgart 2014, ISBN 3-460-03314-2.
- Das Buch Josua. Stuttgart 2017, ISBN 3-460-07041-2.
- Identitätsstiftende Begegnung. Die theologische Deutung des regelmäßigen Kultes Israels in der Tora. Tübingen 2018, ISBN 3-16-155413-2.